# たかじん・ナオコのシャベタリーノ!
『たかじん・ナオコのシャベタリーノ!』（たかじん ナオコのシャベタリーノ）は、毎日放送制作のTBS系列局（テレビ山口とテレビ高知を除く）で1994年10月2日から1997年3月まで、毎週日曜の23時 - 23時30分 (JST)に放送されたトーク番組である。
やしきたかじん・研ナオコの冠番組として放送を開始。2人は、番組のタイトル（『シャベタリーノ!』）とタイトルロゴを変更した1995年10月以降も、番組を終了するまで司会を務めていた。

## 概要
やしきたかじんと研ナオコが、茶屋町（大阪市北区）にある毎日放送本社のスタジオにゲストを迎えながらトークを展開した番組。一時は昭和レトロを意識したセットがスタジオに組まれたほか、ゲストによっては2週分を1回で収録することもあった。
本番組のゲストには関東・東京地区を活動地盤とする人物も多かったが、在阪局制作の全国ネット番組でしばしば行われている東京都内および近郊での収録とせず、大阪での収録としていた。
毎日放送を含む在阪民放テレビ局では、当番組を開始する前にも、たかじん単独の冠番組を関西ローカル向けに多々制作していた。たかじん自身はそのような番組をハイテンションで仕切っていたが、当番組の収録ではテンションを抑えていて、トークの進行を研に任せることや聞き役に徹することも多かった。また、1995年1月15日放送分には、明石家さんまがスペシャルゲストとして出演。放送ライブラリーでは、同年放送の1本（2時間スペシャル版）の映像を閲覧できるようになっている。

## スタッフ
- 構成：藤田智信
- 技術協力：大阪東通、アーチェリープロダクション、東通エーヴィセンター
- 美術：上中普雄（MBS）
- タイトル：小谷唯史（MBS企画）
- 美術協力：つむら工芸、高津商会、藤貴園芸、MORE ほか
- 広報：山下芳恵（MBS）
- TK：たかしままなみ
- AD：岸本孝博（MBS）、浜崎宙（エックスワン）
- ディレクター：佐藤昌弘（MBS）、長谷川豊・高橋章良・橘庸介（いずれもエックスワン）
- プロデューサー：三村景一（MBS）、中山利郎（エックスワン）
- 制作協力：P.I.S、田辺エージェンシー
- 製作著作：毎日放送、エックスワン（現:レジスタエックスワン）

## 備考
新聞ラ・テ欄などでは『たかじん・研ナオコのシャベタリーノ!』と表記されることが多かった。番組タイトルの通りに表記すると、2行目の文頭に拗音が来ることによる禁則処理が発生するため、これを防止する目的で「研」を挿入したことによるものである。1行の文字数が10文字ではないテレビ情報誌においては、番組タイトル通りの表記であった。
1995年4月9日放送分は第13回統一地方選挙前半選挙の開票特番を編成した系列局と一部系列局は『世界ウルルン滞在記』を放送したため、23:30 - 24:00に放送され、1995年10月22日放送分はプロ野球日本シリーズにおいてのオリックス・ブルーウェーブ対ヤクルトスワローズ戦中継の延長オプションで24:30 - 25:00に放送された。
プロ野球中継（TBS系列局制作の横浜ベイスターズ・中日ドラゴンズ・広島東洋カープ主催の巨人戦中継）の延長オプションで最大23:30 - 24:00まで放送された。